# Banāvchān
Banāvchān (persiska: بناوچان, بَناوُجان, بِناوُجان) är en ort i Iran.   Den ligger i provinsen Kurdistan, i den nordvästra delen av landet, 400 km väster om huvudstaden Teheran. Banāvchān ligger 1 808 meter över havet och antalet invånare är 198.
Terrängen runt Banāvchān är huvudsakligen kuperad. Banāvchān ligger nere i en dal. Runt Banāvchān är det ganska glesbefolkat, med 28 invånare per kvadratkilometer. Närmaste större samhälle är Yāpal, 12,2 km öster om Banāvchān. Trakten runt Banāvchān består i huvudsak av gräsmarker.